# Геккончик Щербака
Геккончик Щербака или панцирный геккончик Щербака (лат. Alsophylax szczerbaki) — вид ящериц семейства гекконовых. Обитает в южном Узбекистане и северо-восточном Туркменистане. Ранее считался подвидом панцирного геккончика. Назван в честь советского и украинского герпетолога Н. Н. Щербака.

## Внешний вид
Длина тела без хвоста 22—29,3 мм у самцов и 22,3—32,4 мм у самок. Отношение длины тела к длине хвоста 0,7—0,95. Между центрами глаз 10—15 чешуй. Верхнегубных щитков 6—8, нижнегубных — 3—6. Ноздря окружена межчелюстным, первым верхнегубным, межносовым щитками и двумя добавочными носовыми чешуйками. Подпальцевых пластинок 16—21. Анальных пор 8—12.

## Ареал и места обитания
Распространён по берегам Амударьи на северо-востоке Туркменистана и юге Узбекистана на высоте 200—400 м над уровнем моря. При этом в Узбекистане этот вид известен по нескольким экземплярам. Населяет глинисто-солончаковые участки и места орошения.

## Природоохранный статус
Международным союзом охраны природы вид отнесён к уязвимым.